# Uhland (Texas)
Uhland ist ein Ort im Caldwell County des Bundesstaats Texas in den USA.
Der Ort liegt  an der Grenze zum Hays County, etwa 18 Kilometer nordöstlich von San Marcos. Auf dem  4,7 km² großen Gebiet der Gemeinde leben 386 Einwohner (Stand 2000).
Uhland entstand in den 1890er Jahren durch deutsche Siedler um eine Plantage herum, die bei ihrer Gründung in den 1860er Jahren „Life Oak“ hieß, und wurde nach dem Dichter Ludwig Uhland benannt. 1892 wurde eine Post im Ort eröffnet, die jedoch 1902 wieder geschlossen wurde. Um 1950 gab es im damals 170 Einwohner zählenden Ort ein halbes Dutzend Geschäfte. In den darauffolgenden Jahren erlebte die Ortschaft einen wirtschaftlichen Niedergang; 1970 lebten dort nur noch 90 Menschen. In den 1980er Jahren erholte sich der Ort jedoch wieder, die Bevölkerung wuchs bis zum Jahre 1990 auf etwa 370 an.
Die 1893 erbaute Tanzhalle Club 21 war die älteste ununterbrochen genutzte in Texas. Im Jahr 2012 brannte sie infolge eines Unfalls bei einem Autorennen nieder.